# العلاقات المصرية الهايتية
العلاقات المصرية الهايتية هي العلاقات الثنائية التي تجمع بين مصر وهايتي.

## مقارنة بين البلدين
هذه مقارنة عامة ومرجعية للدولتين:
| وجه المقارنة                                              | مصر           | هايتي                                |
| --------------------------------------------------------- | ------------- | ------------------------------------ |
| المساحة (كم2)                                             | 1.01 مليون    | 27.75 ألف                            |
| عدد السكان (نسمة)                                         | 94.80 مليون   | 10.98 مليون                          |
| الكثافة السكانية (ن./كم²)                                 | 93.86         | 395.68                               |
| العاصمة                                                   | القاهرة       | بورت أو برانس                        |
| اللغة الرسمية                                             | اللغة العربية | لغة فرنسية، اللغة الكريولية الهايتية |
| العملة                                                    | جنيه مصري     | جوردة هايتية                         |
| الناتج المحلي الإجمالي (بليون دولار)                      | 235.37 مليار  | 8.41 مليار                           |
| الناتج المحلي الإجمالي (تعادل القوة الشرائية) بليون دولار | 998.67 مليار  | 18.82 مليار                          |
| الناتج المحلي الإجمالي الاسمي للفرد دولار أمريكي          | 3.61 ألف      | 818                                  |
| الناتج المحلي الإجمالي للفرد دولار أمريكي                 |               | 1.73 ألف                             |
| مؤشر التنمية البشرية                                      | 0.690         | 0.483                                |
| رمز المكالمات الدولي                                      | +20           | +509                                 |
| رمز الإنترنت                                              | .eg، .مصر     | .ht                                  |
| المنطقة الزمنية                                           | ت ع م+02:00   | 00                                   |

## منظمات دولية مشتركة
يشترك البلدان في عضوية مجموعة من المنظمات الدولية، منها:
| علم المنظمة | اسم المنظمة                               | تاريخ انضمام مصر | تاريخ انضمام هايتي |
| ----------- | ----------------------------------------- | ---------------- | ------------------ |
|             | البنك الدولي للإنشاء والتعمير             | 27 ديسمبر 1945   | 8 سبتمبر 1953      |
|             | منظمة التجارة العالمية                    | 30 يونيو 1995    | ?                  |
|             | المركز الدولي لتسوية المنازعات الاستشارية | 2 يونيو 1972     | 26 نوفمبر 2009     |
|             | الأمم المتحدة                             | 24 أكتوبر 1945   | 24 أكتوبر 1945     |
|             | منظمة الشرطة الجنائية الدولية             | 7 سبتمبر 1923    | ?                  |
|             | وكالة ضمان الاستثمار متعدد الأطراف        | 12 أبريل 1988    | 11 ديسمبر 1996     |
|             | يونسكو                                    | 22 يناير 1947    | 18 نوفمبر 1946     |
|             | مؤسسة التنمية الدولية                     | 26 أكتوبر 1960   | 13 يونيو 1961      |
|             | مؤسسة التمويل الدولية                     | 20 يوليو 1956    | 20 يوليو 1956      |
|             | الاتحاد البريدي العالمي                   | ?                | ?                  |
|             | الاتحاد الدولي للاتصالات                  | 9 ديسمبر 1876    | 10 أكتوبر 1927     |

## وصلات خارجية
- موقع وزارة الخارجية المصرية
- موقع وزارة الخارجية الهايتية